# ام‌وی رد ایگل (۱۹۹۶)
ام‌وی رد ایگل (۱۹۹۶) (به انگلیسی: MV Red Eagle (1996)) یک کشتی است که طول آن ۹۳٫۲۲ متر (۳۰۵٫۸ فوت) می‌باشد. این کشتی  در سال ۱۹۹۶ ساخته شد.